# Kanon
Kanon (カノン) é uma visual novel  japonesa desenvolvida pela Key e lançada em 4 de junho de 1999 para Windows. As primeiras versões do jogo possuíam cenas adultas de erotismo que foram removidas nas versões mais recentes do jogo, e o jogo ganhou adaptações para Dreamcast, PlayStation 2 e PlayStation Portable. A história segue a vida de Yuichi Aizawa, um estudante que retorna para uma cidade que ele visitara sete anos antes, e ele tem poucas lembranças dos eventos daquela época. Ele se encontra com várias garotas e lentamente vai recuperando suas memórias. A jogabilidade de Kanon segue um enredo não linear, que oferece cenários pré-determinados e cursos para a interação focados em cinco personagens femininas.
Após o lançamento do jogo, Kanon fez várias transições para outras mídias. Duas séries em mangá foram publicadas na Dengeki Daioh e na Dragon Age Pure. Antologias, light novels e artbooks também foram publicados, assim como dramas CDs e muitos álbuns musicais. Foi também adaptada para duas séries de anime: A primeira estreou em janeiro de 2002, sendo concluída em março de 2002, com um total de treze episódios, e um OVA lançado em março de 2003, com a produção de ambas feita pela Toei Animation. A segunda adaptação para anime, produzida pela Kyoto Animation, contém vinte e quatro episódios e foi ao ar no Japão entre outubro de 2006 até março de 2007, e inclui associações entre Kanon e o termo musical canon, usando Kanon D-dur de Pachelbel como música de fundo em certas cenas.

## Jogabilidade
Kanon é uma visual novel de romance, onde o jogador assume o papel de Yuichi Aizawa. A jogabilidade de Kanon requer pouca interação do jogador, que durante boa parte do jogo tem apenas o papel de ler o texto que aparece na tela, que representa os diálogos e a narrativa da história. Kanon segue uma narrativa não-linear com múltiplos finais, e dependendo das decisões feitas pelo jogador durante o jogo, o enredo pode prosseguir para diferentes direções.
Existem cinco principais direções que a história pode tomar, uma para cada uma das heroínas da história. De vez em quando, o jogador chegará a um ponto no qual é dada a ele a oportunidade de escolher entre várias opções. O texto pausa nestes pontos até que uma escolha seja feita. Para ver todas as direções, o jogador terá que recomeçar o jogo várias vezes e selecionar diferentes opções durante os pontos de decisão para ir para uma direção alternativa do enredo. Depois que o cenário de Mai é concluído, a sua repetição irá oferecer uma opção adicional de jogar com o passado de Saiyuri. Jun Maeda, que trabalhou no cenário para Kanon, comentou em março de 2001 que o público japonês pode ter ficado com a impressão de que a Key faz jogos suaves por causa da influência de Kanon, mas Maeda afirmou que não havia uma pessoa que tivesse trabalhado em Kanon e pensasse assim.
Nas versões adultas do jogo, há cenas, feitas com computação gráfica, retratando Yuichi e uma das cinco heroínas tendo sexo. Posteriormente, a Key lançou versões de Kanon sem o conteúdo erótico. As versões que incluem conteúdo adulto possuem uma cena de sexo explícito em cada uma das cinco principais direções da história, com a adição de uma cena de fantasia. Além dessas, há duas cenas com nudez. Yūichi Suzumoto, um escritor de cenários que trabalhou nos lançamentos posteriores da Key, comentou que as cenas de sexo em Kanon são auto-suficientes, e poderiam ser facilmente removidas sem alterar a história.

## Enredo

### Temas e definições
Existem vários locais importantes em destaque na história de Kanon, embora nomes de locais raramente sejam citados nos jogos da Key. Em todas as versões do jogo é mencionado no cartaz para o baile da escola que a história de passa de 1999, no final do Inverno (entre dezembro e janeiro), periodicamente neva e a cidade está frequentemente coberta com uma camada de neve. O distrito comercial é o principal lugar quando as personagens saem de casa e é onde Ayu inicialmente aparece na história. O colégio onde o protagonista estuda é outro lugar bastante notável, incluindo o pátio dos fundos, que é mostrado predominantemente nas histórias de Mai e Shiori, além da interação com outros personagens.
Existem vários temas recorrentes através da história. A música é um deles, apesar de presente apenas na versão animada de 2006, onde o título dos episódios são sempre relacionados com música (como "overture" e "introit"). Milagres também apresentam uma grande importância na história, o enredo principal e personagens são influenciados em vários momentos onde milagres ocorrem. O ato de prometer e manter promessas é encontrado eventualmente já que o protagonista fez importantes promessas para as cinco principais personagens, sendo que para quatro delas foram quando ele costumava visitar a cidade quando era criança.
Um detalhe frequente na história é a amnésia, ou perda de memória, de três dos personagens principais: o protagonista, Ayu e Makoto sofrem desse problema em vários níveis. Porém, suas memórias voltam aos poucos como forma de avançar na história. Outro fato notável são as comidas favoritas das cinco heroínas. Newtype USA começou um artigo sobre Kanon descrevendo que "Quando uma das personagens está comendo algo que realmente gosta, parece mais bonita e viva". Essas cinco comidas em especial são: Taiyaki (Ayu), morangos (Nayuki), nikuman (Makoto), sorvete (Shiori) e gyudon (Mai).

### Personagens principais
O jogador assume o papel do protagonista cujo nome pode ser alterado, ou ser escolhido pré-definido como Yuuichi Aizawa, um cínico estudante de Ensino Médio de dezessete anos, apesar de sua personalidade a princípio, Yuuichi é bastante leal e poderá fazer muito por outra pessoa mesmo que dedique tempo e dinheiro para isso. Ele geralmente tem uma personalidade abnegada e não pede muitos favores em retorno se faz algo para alguém. Ayu Tsukimiya, a heroína principal é uma garota descrita como "baixinha e estranha" por Yuuichi, apesar de ter várias coisas misteriosas sobre ela; é facilmente reconhecível por sua mochila com asinhas, o acessório de cabelo vermelho e a tendência a se referir por um pronome masculino de primeira pessoa boku (僕). Sua comida favorita é taiyaki e tem uma notável palavra que sempre diz como uma expressão negativa para emoções como frustração, dor e medo: uguu (うぐぅ). A prima de Yuuichi, Nayuki Minase, é outra das heroínas de Kanon que secretamente sempre o amou desde a infância, apesar de ainda aprendendo a lidar com esse sentimento, especialmente com a ameaça de que ele pode se apaixonar por outras garotas. Nayuki fala de forma notavelmente lenta em relação aos outros e constantemente tem problemas para acordar de manhã, exceto em poucas ocasiões que deixam Yuuichi surpreso.
Após alguns dias depois de ter chegado à cidade, o protagonista é abordado pela terceira heroína: Makoto Sawatari, uma jovem garota que perdeu sua memória, sendo que a única coisa que lembra é que precisa se vingar contra Yuuichi pela última vez que ele visitou a cidade. Makoto acaba por pregar peças no quarto do garoto quando passa algum tempo em sua casa. Tem uma enorme afinidade com a primavera e uma vez desejou que essa estação pudesse permanecer para sempre. Coincidentemente Yuuichi também chega a conhecer Shiori Misaka, outra heroína, uma estudante do primeiro ano do ensino médio que sofre de uma inexplicável doença desde o seu nascimento, este problema faz dela fisicamente fraca e quase sempre precisa faltar a escola por isso. Ela tenta ser forte em contraste com a sua condição e se dá bem com os outros, apesar dela não conhecer muitas pessoas de sua idade devido a sua doença.  E a última heroína é Mai Kawasumi, uma estudante do terceiro ano da mesma escola de Yuuichi. Ele a conhece um dia em que vai à escola durante a noite buscar o caderno de Nayuki que havia esquecido lá, logo encontrou Mai dentro do prédio portando uma espada e dizendo que caçava demônios. Geralmente tem uma atitude fria com quase todos, mas no fundo é uma pessoa muito bondosa e que se preocupa com os outros.

### História
A história de Kanon envolve um grupo de cinco garotas que, de alguma forma, estão conectadas com um mesmo garoto: O protagonista da história, nos jogos o seu nome pode ser alterado, embora já venha pré-definido Yuuichi Aizawa que também foi o nome utilizado nas outras versões. Ele é um estudante do segundo ano do Ensino Médio que costumava visitar a cidade sete anos antes do começo da história que começa numa quarta-Feira em 6 de janeiro de 1999 quando Yuuichi chega na cidade, esperando sua prima Nayuki Minase encontrá-lo na estação, que também é com quem moraria a partir desse momento, junto de sua tia Akiko Minase. Após tanto tempo desde a sua última visita, Yuuichi esqueceu quase todos os acontecimentos de sete anos atrás e encontra-se frequentemente na necessidade de encontrar o que deixou para trás. Nayuki inicialmente tenta repetidamente despertar sua memória, mas não obtém sucesso. Ao desenvolver da história, ele começa a lembrar de certos eventos aos poucos, geralmente quando vai dormir.
No dia após o retorno de Yuuichi, Nayuki levá-o para o distrito comercial, aproveitaria para mostrar-lhe a cidade e comprar coisas para o jantar, apesar da inicial relutância dele, acaba por aceitar. Momentos depois de Nayuki deixá-lo esperando na calçada, uma estrada garota chamada Ayu Tsukimiya acaba esbarrando contra ele. Ao levantar, acaba saindo correndo e levando-o junto para outra um café local onde se escondem em uma cafeteria, Ayu explica que havia "roubado" taiyakis, após pedir alguns para um vendedor, notou que havia esquecido o dinheiro e saiu correndo. No jogo, Ayu paga apenas algumas vezes depois de repetir o ocorrido, na versão de 2006 do anime, Yuuichi leva Ayu de volta para o vendedor onde pede desculpas pelo problema causado e Ayu é perdoada. Eles decidem se encontrar de novo outro dia e Ayu vai embora. Alguns dias depois de estar na cidade, Yuuichi encontra com outra garota, esta chamada Sawatari Makoto, que havia perdido completamente sua memória, apenas se lembrava de que o odiava e que iria se vingar pela última vez que ele visitou aquela cidade. Ela desmaia na rua e é levada por Yuuichi para sua casa, onde explica a situação. Akiko dá a permissão para ela viver algum tempo com eles até lembrar-se de onde fica sua casa ou de seus familiares, apesar de contra o plano inicial de Yuuichi de chamar a polícia.
Outra garota conectada com seu passado é Mai Kawasumi que estuda no mesmo colégio no terceiro ano. Ela se dedica a caçar e derrotar demônios durante a noite enquanto a escola está deserta. Por isso, ela é constantemente acusada por qualquer acidente além dela nunca negá-los por ser muito sincera para fazê-lo além de saber que ninguém acreditaria que existiriam demônios na escola. Yuuichi coincidentemente conhece a quinta garota, Shiori Misaka, pela primeira vez quando acaba se perdendo pela Ayu enquanto corria do vendedor de taiyaki. Shiori sobre de uma doença inexplicável desde o seu nascimento que a deixa fraca ao ponto de ter que faltar a aula por causa disso. Yuuichi começa a falar mais com ela ao notá-la no pátio da escola no dia seguinte ao conhecê-la. Shiori diz que espera lá todos os dias porque ela quer encontrar uma pessoa importante para ela.

## Desenvolvimento
Após deixar a Tatics, a maioria da equipe envolvida na produção de One: ~ Kagayaku Kisetsu e ~ formou a companhia KEY em 1998. O primeiro projeto da KEY sob o nome da companhia de publicação Visual Art's foi exatamente Kanon. O planejamento para a Visual Novel foi liderado por Jun Maeda e Naoki Hisaya que também foram escritores de certos pontos do jogo.  A direção de arte ficou por conta da artista Itaru Hinoue que também trabalhou com o design dos personagens e os gráficos para computador junto de Din, Miracle Mikipon e Shonory. A arte dos fundos foram providenciados por Torino. A música do jogo foi composta principalmente por OdiakeS e Shinji Orito. Kanon foi a primeira e última visual novel desenvolvida pela KEY que dois dos principais trabalhadores — Naoki Hisaya e OdiakeS — trabalharam antes de se mudarem para trabalhos semelhantes em outros estúdios de visual novels.

### Histórico de lançamento
Kanon foi primariamente introduzido no Japão em 4 de junho de 1999, disponível apenas para PC como um CD-ROM. O ano seguinte foi marcado por dois lançamentos separados: A versão para todas as idades para PC e a primeira vez em um console próprio de jogos: o Dreamcast em 14 de setembro de 2000, a segunda vez foi em 28 de fevereiro de 2002 para PlayStation 2 com uma diferente arte de capa e de disco.  Após o jogo de PS2 vender unidades o bastante, fois anos depois, em 22 de dezembro de 2004, uma versão mais barata para PS2 também conhecida por "Best Version" (Melhor Versão) por quase metade do preço original, essa versão também foi colocada no pack Key 3-Part Work Premium Box junto com a Best Version de PS2 dos jogos Air e Clannad lançado em 30 de julho de 2009.
Kanon: Standard Edition foi lançado em 26 de Novembro de 2004 com o adicional suporte para Windows 2000 e Windows XP como um DVD-ROM. Apenas esta e a versão original contém cenas adultas. Três anos mais tarde em 28 de Janeiro de 2005 o mesmo jogo foi lançado com o conteúdo adulto removido. Uma versão para PlayStation Portable foi as vendas no Japão em 15 de Fevereiro de 2007. O primeiro lançamento para PSP veio com um DVD especial com mensagens de cinco dos atores de voz: Mariko Koda (Nayuki Minase), Akemi Satou (Shiori Misaka), Mayumi Iizuka (Makoto Sawatari), Yuki Minaguchi (Akiko Minase) e Tomokazu Sugita (Yuuichi Aizawa), Yui Horie (Ayu Tsukimiya) fez apenas uma introdução curta do DVD, mas não teve aparição no conteúdo deste. Além de uma versão recopilada do vídeo de abertura dos jogos. Uma versão disponível para download de PSP foi lançada via PlayStation Store pela Prototype em 9 de Outubro de 2009.

## Adaptações

### Light Novel
Cinco light novels adultas escritas por Mariko Shimizu e publicada pela Paradigm foram lançadas no Japão de dezembro de 1999 até agosto de 2000.  A arte da capa e ilustrações internas foram desenhadas por Itaru Hinoue, a artista do visual novel original. A base para cada novel era uma das cinco herínas e que tinham o título tirado dos temas musicais de cada uma delas. As primeiras duas lançadas foram Garota da Neve (雪の少女, Yuki no Shōjo) (Nayuki) e Além do Sorriso (笑顔の向こう側に, Egao no Mukougawa ni) (Shiori) em dezembro de 1999. A terceira foi Prisão da Garota (少女の檻, Shōjo no Ori) (Mai) lançada em abril de 2000 e dois meses depois A Raposa e as Uvas (Makoto). E a última, intitulada Uma Cidade Ensolarada (日溜りの街, Hidamari no Machi) (Ayu), em agosto de 2000. Paradigm re-lançou as cinco eomances em conjunto com reimpressão de VA Bunko da Visual Art's, mas com as cenas eróticas removidas. Shimizu escreveu um conteúdo adicional para casa volume. Uma sexta novel intitulada A Opinião das Garotas (彼女たちの見解, Kanojotachi no Kenkai) para a personagem secundária Sayuri Kurata e ilustrado por Zen, foi lançado em 7 de abril de 2011. O lançamento original da novel nunca vender mais de 500,000 cópias no Japão.

### Drama CDs
Existem três conjuntos completos de Drama CDs baseados em Kanon, contendo cinco CDs cada um, somando um total de quinze; foram totalmente lançados no período de quase três anos, entre 29 de Setembro de 2000 e 26 de Abril de 2003. Os primeiros dois sets focavam em cada heroína separadamente por CD; a capa do álbum mostraria qual das garotas estariam presentes. O terceiro conjunto não seguia esse formato, mas era uma antologia aos outros CDs e tinha Akiko Minase na capa.

### Manga
O primeiro mangá de Kanon foi serializado na revista de mangá Dengeki Daioh entre dezembro de 2000 e julho de 2002. Os capítulos individuais foram depois coletados em dois volumes separados publicados pela MediaWorks sob o a Dengeki Comics lançado em 27 de setembro de 2000 e 27 de julho de 2002. A história foi adaptada da versão da visual novel e é ilustrado por Petit Morishima. Com um total de seis capítulos, três em cada volume. Fora o prólogo no primeiro volumo e o epílogo no segundo, os outros quatro capítulos se concentram  em quatro das heroínas principais. Do capítulo um até o quatro, as protagonistas apresentadas são: Shiori Misaka, Makoto Sawatari, Mai Kawasumi e Ayu Tsukimiya. Por Nayuki não ganhar seu próprio capítulo, a história foi alterada para que ela estivesse em quase todas as cenas em que Yuuichi também está.  O primeiro mangá é diferente da visual novel no fato em que a história de Shiori, Makoto e Mai não são contadas totalmente uma vez que o foco principal era a de Ayu.
O segundo manga, sob o título Kanon: Os Verdadeiros Sentimentos do Outro Lado dessa Face Sorridente (Kanon ホントの想いは笑顔の向こう側に, Kanon Honto no Omoi wa Egao no Mukōgawa ni) e com o subtítulo cada arrependimento em Kanon, foi serializado entre os volumes dois e sete da revista japonesa de manga Dragon Age Pure publicado por Fujimi Shobo, vendidos entre 29 de junho de 2006 e 20 de outubro de 2007. A história foi adaptada da versão da visual novel, com as ilustrações de Kinusa Shimotsuki. O primeiro volume encadernado foi lançado no Japão no dia 1º de Abril de 2007 e focava na história de Nayuki. O primeiro volume teve cinco capítulos, começanco com um capítulo de quarenta e seis páginas seguido por dois pequenos capítulos extra de doze páginas cada. O capítulo quatro teve quarenta páginas seguidas por um epílogo de seis páginas. O segundo volume encadernado foi lançado no dia 8 de Dezembro de 2007 e focava nas outras quatro heroínas.  Com quatro capítulos para o volume dois, um para cada uma das heroínas que não protagonizaram o volume um, começando com o capítulo de trinta e seis páginas de Makoto, seguido por oitenta páginas de Mai, Shiori com vinte e finalmente Ayu com quarenta e seis páginas.
Também se têm vários outros lançamentos de antologias em manga produzidos por diferentes companhias e desenhado por uma série de diferentes artistas. O primeiro volume das primeiras séries de antologias, por Ichijinsha  e com o título Kanon Comic Anthology foi lançado em Novembro de 2000 na DNA Media Comics. Volumes for this series continued to be released for another two years, ending in December 2002 with the fourteenth volume; Volumes deste continuaram a ser lançados por mais dois anos, terminando em Dezembro de 2002 com quarenta volumes, um décimo quinto volume adicional foi mais tarde publicado em Fevereiro de 2007, Ichijinsha também lançou dois outros volumes da antologia em uma coleção de histórias curtas de quatro painéis cada intitulada Kanon 4-koma Kings em Abril e Junho de 2001. Softgarage também fez uma antologia em volume único em Dezembro de 2002 intitulado Kanon Anthology Comic. Em Abril de 2004 Ohzora lançou uma antologia composta por trabalhos baseados em Kanon e também e em Air, intitulado Haru Urara: Kanon & Air. Entre Junho e Agosto de 2004, Ohzora também lançou cinco volumes separados do manga baseado em Kanon desenhado por cinco artistas separados. Ohzora mais tarde coletou algumas das publicações anteriores em dois volumes sob o nome Kanon Anthology Comics Best Selection que saiu em Dezembro de 2006 e Janeiro de 2007, reespectivamente. Adicionalmente, Ohzora também trabalhou em outros treze volumes de uma série de antologias utilizando o nome original Kanon.
O atualmente falido publicador Raporto também lançou vinte e um volumes de antologias em manga sob o mesmo nome (Kanon) na Raporto Comics entre Novembro de 2000 e Outubro de 2002.
A última antologia em manga de Kanon foi uma coleção de 4-komas em um volume único pela Eterbrain nomeado Magi-Cu 4-koma Kanon em Janeiro de 2007 na MC Comics. Each of the anthology series are written and drawn by an average of twenty people per volume.

### Anime
A primeira versão animada de Kanon foi produzida pelo estúdio Toei Animation, dirigido por Takamichi Itou. Teve treze episódios e foi ao ar no Japão entre 31 de janeiro e 28 de março de 2002.  Mais tarde um volume único em formato OVA intitulado Kanon Kazahana saiu em Março de 2003. Essa versão utilizou das músicas "Florescence" e "Flower" como temas de abertura e encerramento, respectivamente, apenas o episódio 13 utilizou como finalização Onde o Vento Alcança (風の辿り着く場所, Kaze no Tadoritsuku Bashou), a original da visual novel. Adicionalmente, o tema de abertura do jogo "Last Regrets" (Últimos Arrependimentos) toca perto do final do último episódio durante a cena de flashback como uma insert song.
Começando em 2006, a Kyoto Animation, que animou outro jogo da KEY: Air, decidiu fazer uma nova adaptação de Kanon. Dessa vez dirigido por Tatsuya Ishihara e indo ao ar entre 5 de Outubro de 2006 e 15 de Março de 2007 com vinte e quatro episódios.
Essa segunda adaptação para a TV contou com os mesmos atores para voz da versão de 2002, exceto Yuuichi e Kuze. Contendo mais episódios e com uma qualidade de animação superior. Diferente do primeiro anime, os temas musicais dos jogos foram reutilizados como abertura, encerramento e trilha sonora. A única música utilizada como insert song que não estava na visual novel foi tocada no episódio dezesseis "Last regrets (X'mas floor style)" por Eiko Shimamiya do primeiro álbum da I've Sound nomeado Regret. Outras músicas foram usadas para o lançamento de outros álbuns após alguns anos, o que inclui Anemoscope, Recollections, Re-feel e Ma-Na.

## Música
A visual novel tem duas principais músicas tema, a abertura "Last regrets" e a finalização Onde o Vendo Alcança (風の辿り着く場所, Kaze no Tadoritsuku Bashou) ambas cantadas por Ayana, com letras escritas por Jun Maeda e arranjo por Takase Kazuya, integrante da I've Sound. Cada uma das cinco heroínas tem um leitmotiv: O tema de Ayu é Cidade Ensolarada (日溜りの街, Hidamari no Machi), o de Nayuki é Garota da Neve (雪の少女, Yuki no Shoujo), Makoto têm como tema "The Fox and the Grapes" (A Raposa e as Uvas); Shiori tem Depois do Sorriso (笑顔の向こう側に, Egao no Mukougawa ni); e por último o tema de Mai é  A Prisão da Garota (少女の檻, Shoujo no Ori)
O primeiro álbum de música Anemoscope veio empacotado com o lançamento original de Kanon em Junho de 1999. O próximo lançamento foi do single "Last regrets/Place of wind which arrives" que continha os temas de abertura, encerramento, versões das músicas de fundo e uma versão com uma voz masculina para as duas músicas tema. Um álbum de compilação contendo as gaixas do dois primeiros álbuns foi lançado em Dezembro de 2001 chamado Recollections. A trilha sonora original do jogo foi lançada em Outubro de 2002 contendo vinte e duas faixas diferentes com versões curtas das músicas tema. Um álbum instrumental em piano saiu em Dezembro de 2003 com o nome Re-feel que continha cinco faixas de Kanon e cinco de Air. Apenas os dois primeiros álbuns não foram lançados sob a Key Sounds Label, devido ao fato de que nessa época esta ainda não tinha sido criada.
A primeira trilha sonora original do anime foi lançada em maio de 2002 and a second followed em julho de 2002. seguida de uma segunda em julho de 2002. O tema de abertura do primeiro anime "Florescence" e o encerramento "Flower", ambos cantados por Miho Fujiwara saíram em um single em Junho de 2002. Um álbum contendo arranjos de caixa de música do primeiro anime foi lançado em Julho de 2003 com o nome Orgel de Kiku Sakuhin Shu. Os álbuns dessa versão animada foram produzidos pela Frontier Works e Movic. Um single em comemoração ao segundo anime contendo as músicas originais de abertura e encerramento do jogo numa versão menor e remixada; produzido pela Key Sounds Label.

## Recepção
De acordo com o ranking nacional de quão bem jogos bishoujo são vendidos nacionalmente no Japão, a versão original para PC foi premiada com o segundo lugar no ranking. Três anos depois, em junho de 2002, o mesmo apareceu novamente na posição quarenta e cinco, depois novamente na quarenta e seis por duas semanas seguidas e  por fim como o número quarenta e um no começo de julho de 2002. Kanon: Standard Edition ficou em décimo sexto lugar no ranking e continuou na lista por mais dois meses chegando as posições quarenta e sete e trinta e cinco.  A versão para todas as idades ficou com o número quarenta e dois e subiu para trinta e cinco no ano seguinte, não voltando mais a aparecer depois disto. A de Dreamcast vendeu 42,379 unidades na primeira semana e foi o quarto mais vendido do console no Japão por essa semana. Kanon vendeu mais de 300,000 unidades durante todas as suas plataformas, não contando com a edição para PSP.
A primeira versão de PS2 de 2002 recebeu uma review da revista japonesa de video game Famitsu onde o jogo recebeu uma pontuação final de 29/40 (fora das quatro contagens de revisão individual de 7, 8, 7 e 7). Yuichi Suzumoto comentou em uma entrevista em Março de 2011 que ele sentia que o final da história de Kanon poderia se resumir como "o príncipe e a princesa viveram felizes para sempre. Fim", resultando em um final que não expande todas as posteriores possibilidades. Em outubro de 2007 uma pesquisa foi realizada pela revista Dengeki G sobre os cinquenta melhores jogos bishoujo já lançados. Entre 249 títulos, Kanon ficou em quinto com setenta e um votos.
As personagens de Kanon apareceram em vários jogos dōjin não diretamente interligados à série, como Eternal Fighter Zero jogo da Twilight Frontier onde a maioria dos personagens jogáveis vieram de Kanon ou de One. Outro jogo do gênero chamado Glove on Fight tinha pelo menos duas personagens de Kanon: Ayu Tsukimiya e Akiko Minase junto de várias outras personagens de outras mídias. A personagem Ayu Tsukimiya é particularmente conhecida por aparecer fora de Kanon.
Cinco dias depois do primeiro lançamento de PS2 de Kanon, uma impressora para PlayStation 2 chamada Tapis MPR-505 foi a venda, o que permitia imprimir cenas do jogo. Kanon foi um dos primeiros três jogos que suportaram a princípio, os outros dois sendo America Ōden Ultra Quiz da produtora DigiCube e Marle de Jigsaw da Nippon Ichi Software.